# Kamienica Thomasa Frankowskiego w Bydgoszczy
Kamienica Thomasa Frankowskiego w Bydgoszczy – kamienica położona w Bydgoszczy przy ul. Gdańskiej 28.

## Położenie
Budynek stoi we wschodniej pierzei ul. Gdańskiej, w pobliżu skrzyżowania z ul. Krasińskiego. 

## Charakterystyka
Kamienicę wzniesiono w latach 1897–1898 dla rzeźnika Thomasa Frankowskiego, według projektu  architekta Fritza Weidnera. Dom powstał na miejscu wcześniejszej zabudowy, pochodzącej z 3. ćwierci XIX wieku.
Od około 1909 roku w budynku mieściła się siedziba działającego od 1892 roku na mocy państwowej koncesji Bydgoskiego Instytutu Nauki Handlu Józefa Madejewskiego. Placówka dydaktyczna prowadziła kursy rachunkowości, geografii handlu, nowoczesnej korespondencji, stenografii i maszynopisania. W okresie międzywojennym w budynku działała firma Seifert & Forster zajmująca się produkcją i sprzedażą rowerów.
Kamienica prezentuje formy architektury malowniczej w fazie przejściowej między eklektyzmem, a secesją. Całość elewacji jest w celowy sposób zakomponowana asymetrycznie, co jest środkiem wyrazu architekta, odejścia od dekoracji sztukatorskiej na rzecz dekoracyjnego rozmieszczenia elementów architektonicznych: okien, arkadowych loggii, wykuszy, balkonów, szczytów i daszków.
We wnętrzach zachowała się oryginalna klatka schodowa, drzwi oraz dekoracyjne witraże.

## Galeria

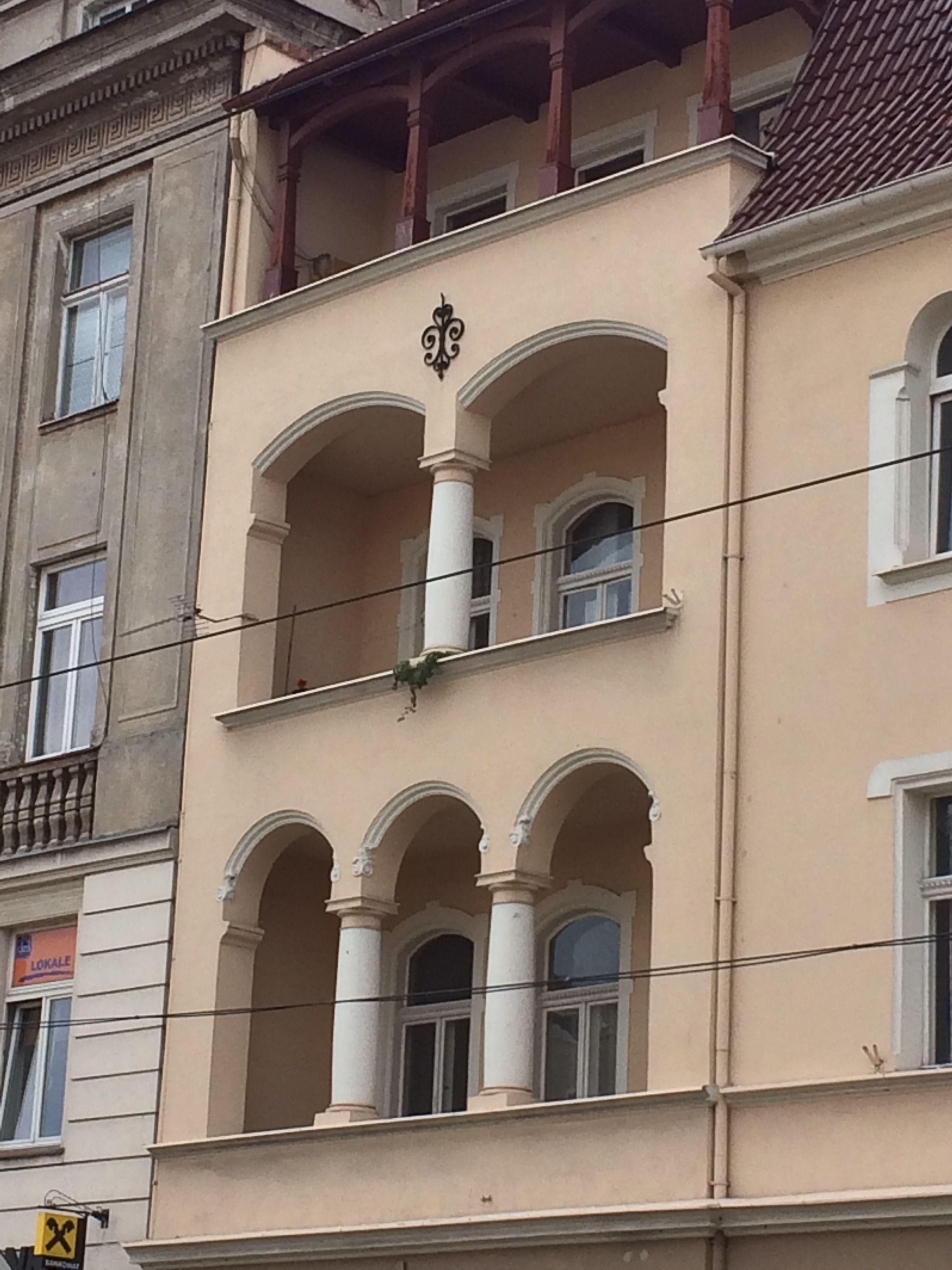
Loggie